# Workin Me
Workin Me (stilizzato WORKIN ME) è un singolo del rapper statunitense Quavo, pubblicato il 10 agosto 2018 come primo estratto dall'album Quavo Huncho.

## Videoclip
Il videoclip, diretto da Quavo, Joseph DeRosiers Jr. ed Edgar Esteves, è stato pubblicato il 22 agosto 2018 sul canale YouTube dei Migos.

## Tracce
1. Workin Me – 2:49 (testo: Quavious Marshall, Shane Lindstrom, Rasool Diaz – musica: Shane Lindstrom, Rasool Diaz, Joseph L'Étranger)

## Classifiche
| Classifica (2018)           | Posizione massima |
| --------------------------- | ----------------- |
| Canada                      | 48                |
| Stati Uniti                 | 52                |
| Stati Uniti (R&B/hip-hop)   | 18                |
| Stati Uniti (Hot Rap Songs) | 16                |